# Voja Tankosić
 (octobre 2017).
Si vous disposez d'ouvrages ou d'articles de référence ou si vous connaissez des sites web de qualité traitant du thème abordé ici, merci de compléter l'article en donnant les références utiles à sa vérifiabilité et en les liant à la section « Notes et références ».
Voja Tankosić, né le 16 octobre 1881 et décédé le 2 novembre 1915, était un membre fondateur de La Main noire. Il avait le grade de major dans l'armée serbe. 

## Biographie
Tankosic travailla avec Dragutin Dimitrijević, dans l'organisation du coup d'État militaire de 1903. Il fut un des organisateurs de l'attentat de Sarajevo.